# Оборювання
Оборювання (оранка обережна) — традиційний ритуал у індоєвропейських народів. Походить з праіндоєвропейської давнини. Полягає в проведенні плугом або сохою борозни навколо певної ділянки землі — найчастіше поселення. Ритуал проводиться або при закладинах поселення чи хати, або при епідеміях чи хворобах худоби.
За описом Плутарха та Діоніса ритуал оборювання був проведений Ромулом при заснуванні Рима: він провів плугом борозну на місці передбачуваних міських стін. Позначивши борозною кордон міста, Ромул упорядкував простір, відділив окультурений простір від «дикого». 
Звичай оборювання оселі відомий з дуже давніх часів і Варрон називав його «етруським звичаєм». Оборювання оселі мало на меті створити навкруги неї своєрідне чарівне коло.

## В Україні
У давнину, коли закладали нове село, оборювали його, запрягши в плуга бика й корову від однієї матки. За плугом ішов парубок, а поганяла дівчина — брат і сестра, щоб рід був міцний. У пізніші часи оборювали село під час людського помору, чи пошести на худобу. Оповідали, що в селі Новоселки на Київщині, дідичка звеліла, під час однієї пошести, оборати село маленьким плугом, що в ньому був запряжений півень.